# Vertagopus abeloosi
Vertagopus abeloosi is een springstaartensoort uit de familie van de Isotomidae. De wetenschappelijke naam van de soort is voor het eerst geldig gepubliceerd in 1965 door Poinsot.